# Cheam June Wei

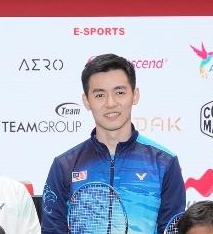
Cheam June Wei

Cheam June Wei (* 23. Januar 1997) ist ein malaysischer Badmintonspieler. 

## Karriere
Cheam June Wei errang als ersten großen Erfolg seiner Karriere Platz drei bei der Vietnam International Series 2014. Zuvor startete er als Junior bei den Asian Youth Games 2013, bei den Badminton-Juniorenweltmeisterschaften 2013 und 2014 sowie bei den Olympischen Jugend-Sommerspielen. Bei letztgenannter Veranstaltung gewann er Gold im Mixed. Beim Malaysia Open Grand Prix Gold 2015 schied er dagegen in der ersten Runde aus.